# Chorebus gedanensis
Chorebus gedanensis är en stekelart som först beskrevs av Julius Theodor Christian Ratzeburg 1852.  Chorebus gedanensis ingår i släktet Chorebus och familjen bracksteklar. Arten är reproducerande i Sverige. Inga underarter finns listade i Catalogue of Life.